# Honda FMX
Les modèles FMX de Honda sont des motocyclettes destinées à un usage routier.
Ce sont les descendants directs des Honda FX 650.
Le FMX est le premier modèle supermotard de série chez Honda. 
Un seul modèle a été construit : la 650 FMX.
Apparue en 2005, elle est retirée du catalogue fin 2007 en Europe elle sera produite jusqu'en 2012 pour le marché américain et asiatique. La Honda FMX est la concurrente direct de la Suzuki Drz 400 et de la Yamaha xtx 660. Elle est équipée d'un monocylindre de 649 cm3, issu de la XR 650 et de la Dominator. Le cadre berceau est monté sur des suspensions Shwoa réglable avant-arrière.